# 澳門特別行政區政府總部
中華人民共和國澳門特別行政區政府總部（或前總督府）是位於澳門南灣大馬路的地標性官方建築物。其前身為澳門總督府（簡稱澳督府），澳葡時期曾為澳門總督辦公之地。昔日澳門總督被稱為「兵頭」，故亦有兵頭行之俗稱。自澳門特別行政區在1999年成立以來，建築物用途已改為澳門特別行政區行政長官辦公處及官邸。

## 沿革

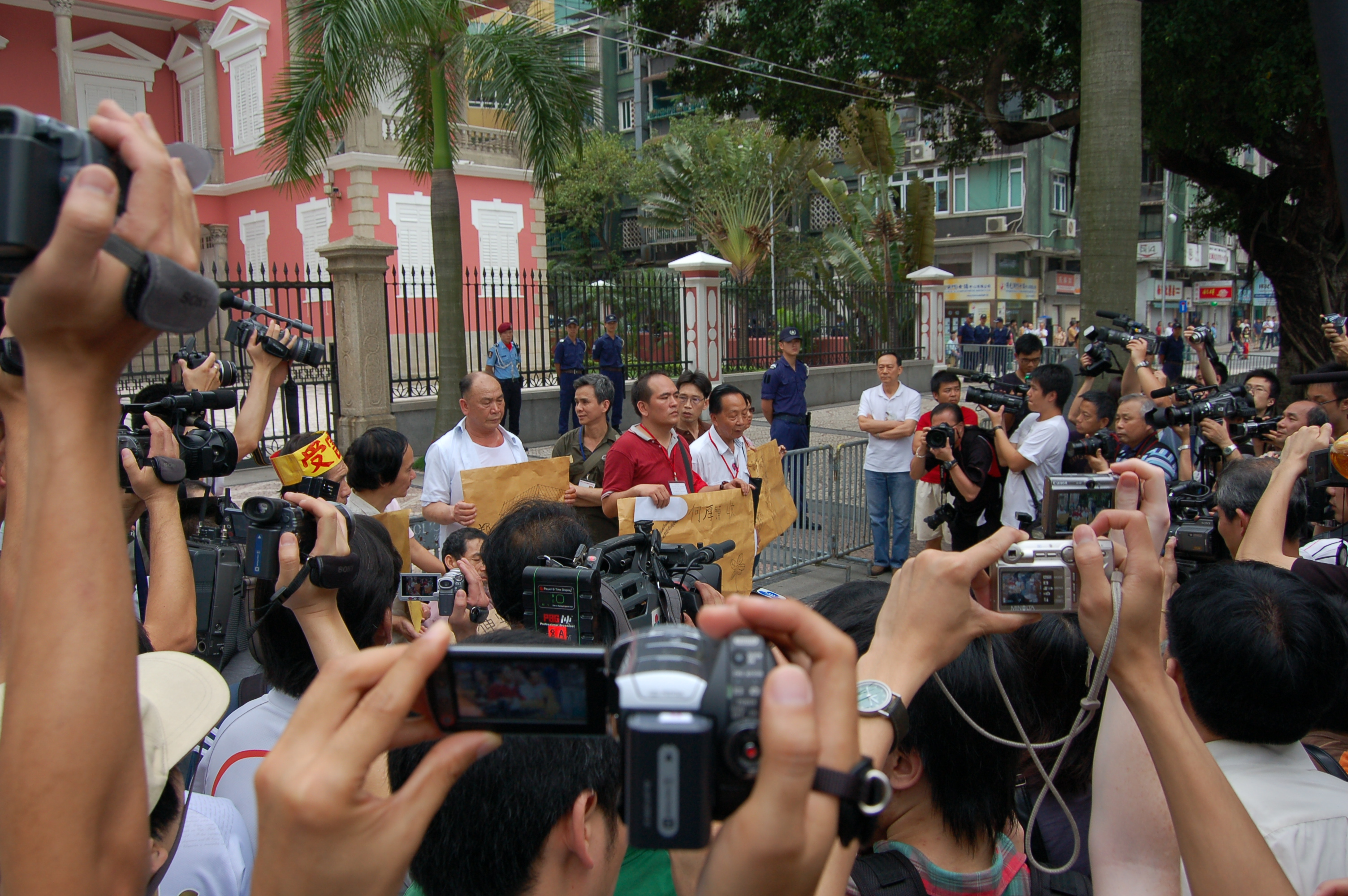
2008年澳門勞動節遊行示威人士在政府總部門前等待遞交請願信

早在1623年，馬士加路也正式到澳門履任「兵頭」，曾以龍嵩街的聖奧斯定教堂作為臨時官邸。其後，官邸設於大炮台，是為第一個澳門總督府。澳門總督府曾分別在1710年及1772年兩度移遷，直到1884年後才正式使用現址。
現澳門特別行政區政府總部之建築物乃於1849年由佘加利子爵興建的住所，稱塞爾卡爾宮。住所建築物由建築師阿奎諾設計，由澳門建築商承造。1873年6月8日，澳葡政府租下此私人物業。佘加利子爵死後，其遺孀將物業出售。1881年5月17日，物業由澳門總督賈沙拉在公開拍賣購入，作為官邸並予拓建。1884年後，用作澳門總督的辦公地方。1966年的一二·三事件時，澳督府曾被眾多示威人士衝擊，在此發生警民衝突。在1999年12月19日，最後一任澳門總督韋奇立在此進行降旗儀式，為澳門回歸儀式揭開序幕。
自1999年澳門特別行政區成立，前澳督府即用作政府總部，作為澳門特別行政區行政長官辦公處及官邸。由於其政治代表性，過去不少遊行請願或示威活動都是到此作為終點，並在此高聲表達訴求。

### 開放日
每年澳門特別行政區政府總部會設開放日，供市民及遊客參觀部分設施；2023的開放日是在10月21、22日。

## 設施

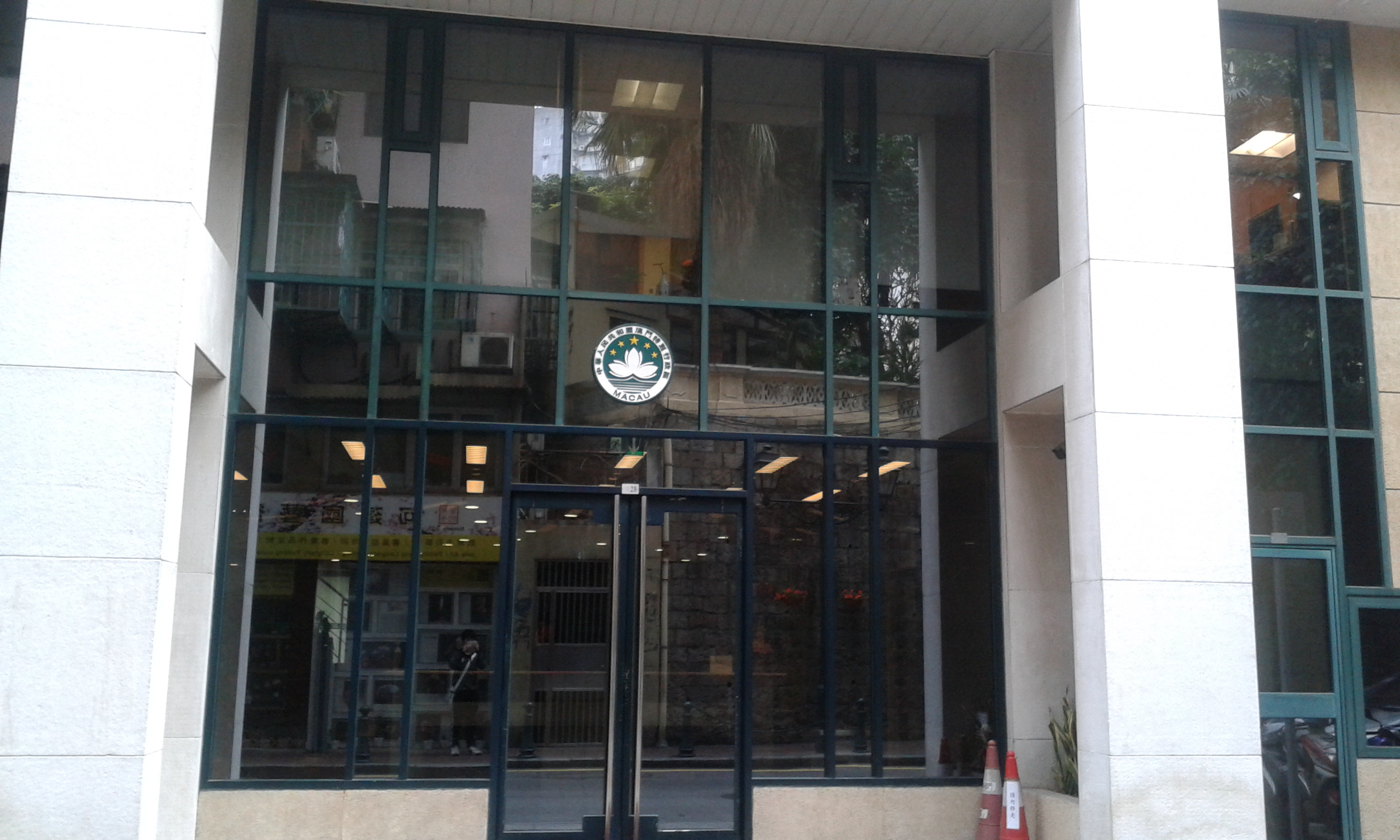
澳門政府總部後座

澳門特別行政區政府總部位於南灣大馬路131號，正門面向南灣湖。政府總部由三座建築及花園所組成，佔地面積約7,700平方米，總建築面積共約10,000平方米。前座建築為典型葡萄牙式建築，樓高二層，主色為粉红色，白色邊為界。建築物以麻石為墻基，露台在左右兩翼伸出，拱門石階。建築物曾多次修葺，外貌略有改變，但基本結構仍然維持原狀。建築物旁為花園。澳門特別行政區政府總部前座地下設有行政會會議室、多功能會議廳、蓮花廳及記者室等；二樓設行政長官辦公室、行政會秘書處及會客和宴會廳等。中座為四層高的建築物，原是政府總部輔助部門辦事處，現已用作政府總部辦公樓。而後座則是六層高的政府總部行政大樓。 
昔日的澳督府內曾設澳門立法會的議事廳，自新立法會大樓於1999年啟用後遷出。門外有鐵柵短牆，靠海濱堤岸原設有崗哨，並置有二門大炮，惟50多年前已拆除。府內牆上曾裝飾有19世紀中葉後歷任澳門總督肖像，但該批畫像已在1999年被澳門總督韋奇立秘密運返葡萄牙，只留下畫像仿製品。

## 另見
- 竹仔室總督官邸

## 外部連結
- 澳門特別行政區政府總部開放日[]